# 菊乃杏
菊乃杏（きくの あん、11月23日 - ）は、日本の漫画家。兵庫県出身。血液型はAB型。
つわぶき杏（つわぶき あん）の名義で、集英社の「りぼん漫画スクール」2006年9月号で準りぼん賞を受賞した『半熟チェリー』でデビュー。
2016年小学館cheese!にて菊乃杏として再デビュー。

## 作品リスト

### 菊乃杏 名義
- キスよりもかみつきたくて（本名義デビュー作・2016年プレミアCheese!10月号）
- 黒岩くんのモノ（2016年cheese!12月号）
- あの日の僕らの青いキス（2017年＆フラワー21号）
- 結婚前夜、花嫁のキス（2017年プレミアCheese!12月号）
- 純情トラップ（2018年cheese!1月号）
- 私、カレシになりました。（原作：朝田とも、2018年Cheese!2月号）
- きらきら星に溺れて（原作：朝田とも、2018年プレミアCheese!4月号・6月号 / 2018年＆フラワー24号 - 36号（不定期））※単行本は「芸能人の彼氏」にタイトル変更
- 愛し花（2018年Cheese!5月号）
- キスして、まだ触れないで（原作：朝田とも、2018年cheese!7月号別冊付録Anecheese）
- 聖夜の赤い悪魔（2018年プレミアCheese!12月号）
- 君は僕のジュエリー（2019年cheese!2月号）
- パーフェクトスキャンダル〜ワケありな僕ら〜（2019年＆フラワー12号 - 28号（不定期）/ めちゃコミック2019年9月配信分 - 連載中 / 2021年プレミアCheese!5月号 - 連載中）
  - パーフェクトスキャンダル〜ワケありな僕ら〜 番外編（2021年＆フラワー26号 - 連載中（不定期））
- 気づいてないね。（原案：吉野裕行、構成：朝田とも、2020年＆フラワー34号・2021年19号）

### つわぶき杏 名義
- 半熟チェリー（漫画家としてのデビュー作・2007年りぼん超びっくりお正月大増刊号）
- 99%ラブ（2007年りぼん春の超びっくり大増刊号）
- ヒロインでいさせて☆（2007年夏休み大増刊号りぼんスペシャル）
- 愛らぶ上等!（2007年お正月大増刊号りぼんスペシャル）
- TEENSブレイク（2008年夏休み大増刊号りぼんスペシャル）
- 僕らは太陽（2009年春の大増刊号りぼんスペシャル）
- アンロック（2012年冬の大増刊号りぼんスペシャル）
- オオカミみたいな君だけど（2013年春の大増刊号りぼんスペシャルキュート）
- 聞いてよ、サメオくん（2013年りぼん8月号）
- 真夏の華（2014年りぼんスペシャルバニラ）